# VTT cross-country féminin aux Jeux olympiques d'été de 2000
Navigation
Atlanta 1996 Athènes 2004
Le cross-country féminin est l'une des deux compétitions de VTT aux Jeux olympiques de 2000. Il a eu lieu le 23 septembre et consistait en un circuit faisant au total 35,5 km.

## Résultats

### Course (23 septembre)
| Rang | Coureuse               | Pays             | Temps           |
| ---- | ---------------------- | ---------------- | --------------- |
| 1.   | Paola Pezzo            | Italie           | 1 h 49 min 24 s |
| 2.   | Barbara Blatter        | Suisse           | + 27 s          |
| 3.   | Margarita Fullana      | Espagne          | + 35 s          |
| 4.   | Alla Epifánova         | Russie           | + 1 min 21 s    |
| 5.   | Alison Sydor           | Canada           | + 2 min 55 s    |
| 6.   | Mary Grigson           | Australie        | + 3 min 58 s    |
| 7.   | Alison Dunlap          | États-Unis       | + 4 min 28 s    |
| 8.   | Chrissy Redden         | Canada           | + 4 min 42 s    |
| 9.   | Sabine Spitz           | Allemagne        | + 5 min 22 s    |
| 10.  | Ruthie Matthes         | États-Unis       | + 5 min 51 s    |
| 11.  | Chantal Daucourt       | Suisse           | + 7 min 25 s    |
| 12.  | Caroline Alexander     | Grande-Bretagne  | + 7 min 26 s    |
| 13.  | Hedda Zu Putlitz       | Allemagne        | + 8 min 55 s    |
| 14.  | Silvia Rovira          | Espagne          | + 9 min 35 s    |
| 15.  | Louise Robinson        | Grande-Bretagne  | + 9 min 58 s    |
| 16.  | Ann Trombley           | États-Unis       | + 10 min 18 s   |
| 17.  | Corine Dorland         | Pays-Bas         | + 10 min 34 s   |
| 18.  | Laurence Leboucher     | France           | + 11 min 14 s   |
| 19.  | Lesley Tomlinson       | Canada           | + 11 min 19 s   |
| 20.  | Jimena Florit          | Argentine        | + 11 min 24 s   |
| 21.  | Anna Baylis            | Australie        | + 11 min 29 s   |
| 22.  | Ragnhild Kostøl        | Norvège          | + 12 min 26 s   |
| 23.  | Sophie Villeneuve      | France           | + 13 min 07 s   |
| 24.  | Flor Marina Delgadillo | Colombie         | + 13 min 52 s   |
| 25.  | Erica Lynn Green       | Afrique du Sud   | + 14 min 08 s   |
| 26.  | Hiroko Nambu           | Japon            | + 16 min 49 s   |
| 27.  | Alexandra Ka-Wah Yeung | Hong Kong        | + 22 min 05 s   |
| 28.  | Yanping Ma             | Chine            | + 1 tour        |
| 29.  | Tarja Owens            | Irlande          | + 1 tour        |
| —    | Susy Pryde             | Nouvelle-Zélande | Abandon         |

## Sources
- Résultats